# Rudi Kodrič
Rudi Kodrič s partizanskim imenom Branko, slovenski general, partizanski komandant in narodni heroj, * 24. julij 1920, Mali Dol pri Komnu, † 9. november 2006, Sežana.

## Življenjepis
Kodrič je bil pred drugo svetovno vojno ključavničar v tržaški ladjedelnici. Narodnoosvobodilnemu boju se je priključil 1942, 1943 je bil sprejet v KPS, po kapitulaciji Italije je postal namestnik političnega komisarja Kosovelove brigade, bil nato politični komisar 31. divizije in komandant 30. divizije.
Po vojni je bil komandant divizije JLA. V Beogradu je 1949 končal diplomatsko šolo, 1954 pa še Višjo vojaško akademijo JLA. Stopil je v diplomatsko službo in bil vojaški ataše v Pragi, Rimu in Parizu do upokojitve pa je delal še v generalštabu JLA. Ob upokojitvi leta 1966 je imel čin generalmajorja. 

## Odlikovanja
- red narodnega heroja